# Batu Kalung
Batu Kalung is een bestuurslaag in het regentschap Kepahiang van de provincie Bengkulu, Indonesië. Batu Kalung telt 1769 inwoners (volkstelling 2010).